# Astronidium macranthum
Astronidium macranthum és una espècie de planta de flors pertanyent a la família Melastomataceae. És endèmica de Fiji en Viti Levu i Vanua Levu.
Es desenvolupa a selves sobre els 900 msnm d'altura.